# Dilar montanus
Dilar montanus är en insektsart som beskrevs av C.-k. Yang 1992. Dilar montanus ingår i släktet Dilar och familjen Dilaridae. Inga underarter finns listade i Catalogue of Life.